# Katedra w Porvoo
Katedra w Porvoo (fiń. Porvoon tuomiokirkko, szw. Borgå domkyrka) – jest katedrą w Porvoo w Finlandii. Została zbudowana w XV wieku, chociaż najstarsze części pochodzą z XIII wieku. Jest używana przez Ewangelicko-Luterański Kościół Finlandii i jest siedzibą diecezji Borgå, szwedzkojęzycznej diecezji w Finlandii. Katedra jest również wykorzystywana do nabożeństw przez fińskojęzyczną parafię w Porvoo, która jest administracyjnie częścią diecezji Helsinki.

## Historia
Kościół był z początkowo wybudowany z drewna. Pierwsze kamienne mury zostały zbudowane między 1410 i 1420 i około 1450 kościół został rozbudowany cztery metry w kierunku wschodnim i sześć metrów w kierunku południowym.
Kościół został zniszczony kilkakrotnie przez ogień; w 1508 przez Duńczyków i w 1571, 1590 oraz 1708 przez siły rosyjskie. 29 maja 2006, zewnętrzny dach runął po podpaleniu, jednakże wewnętrzny sufit nie był zniszczony i wnętrza katedralne nietknięte. Osiemnastoletni mężczyzna został uznany winnym i skazany na trzy lata i dwa miesiące pozbawienia wolności w dniu 31 sierpnia 2006. Sąd apelacyjny później podniósł karę do sześciu lat i sześciu miesięcy w dniu 15 maja 2007. Dalsza apelacja jest w toku. Katedra została ponownie otwarta w dniu 2 lipca 2008.
Katedra była miejscem otwarcia pierwszego Senatu Finlandii w dniu 28 marca 1809 roku, wówczas Finlandia została ogłoszona autonomicznym wielkim księstwem, z Cesarzem Rosji jako Wielkim Księciem Finlandii.